# Zulfiqar
O Zulfiqar (ou Zolfaqar) em (Persa: ذوالفقار) é um tanque principal de batalha iraniano, o nome é uma referência a uma espada lendária. Desenvolvido pelo Brigadeiro-General Mir-Younes Masoumzadeh, vice-comandante das forças terrestres para a investigação e a auto-suficiência das forças armadas, o tanque é desenvolvido a partir de componentes importantes do tanque russo T-72 e dos tanques americanos M48 e M60.

## Descrição

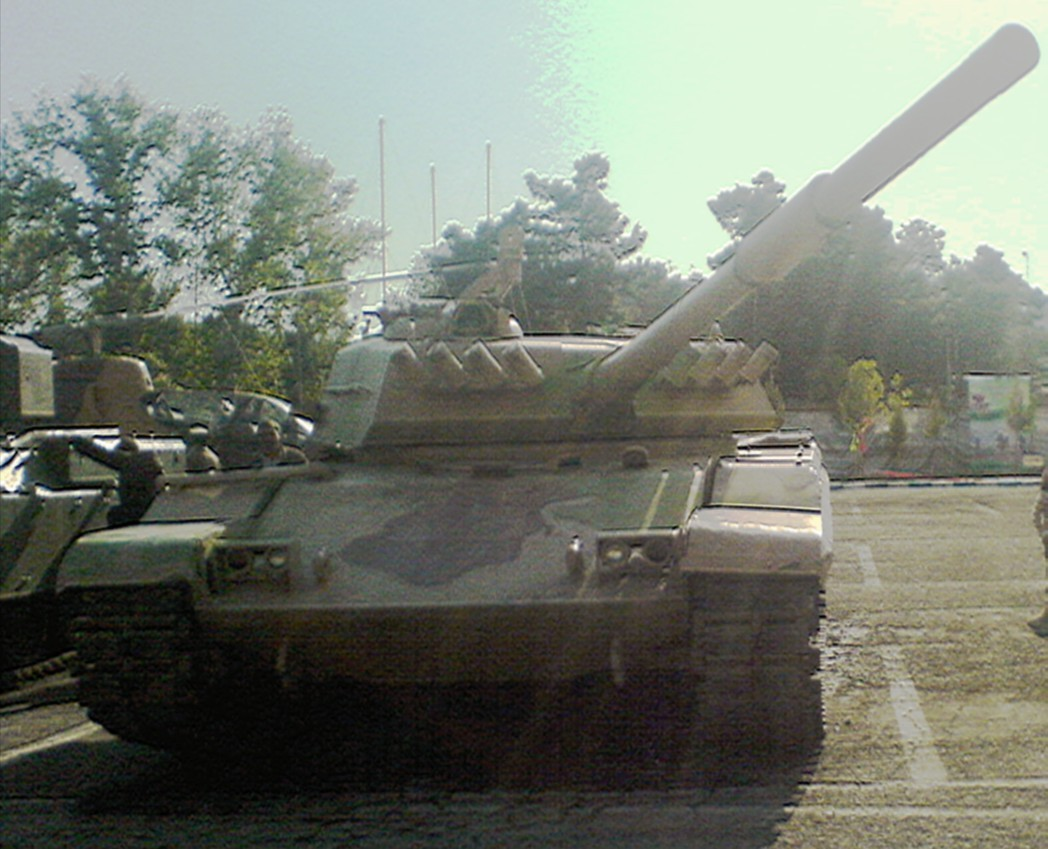
Visão traseira do Zulficar

A existência do carro de combate Zulfiqar ficou conhecida em 1994, mas o secretismo que envolve este veículo continua até aos dias de hoje. A comunicação social iraniana normalmente produz notícias com um pendor patriótico onde se exaltam as grandes capacidades da industria iraniana e as referências ao Zulfiqar como o mais poderoso tanque do mundo são abundantes.
Infelizmente as menções às qualidades do veículo são muito mais que fatos sobre as suas reais capacidades.
Sabe-se no entanto que o Zulfiqar parece ser uma tentativa de utilizar o grande numero de cascos e sistemas de transmissão e suspensão dos M-48 e M-60 ao serviço no Irã desde o tempo do Xá Rheza Palhevi. Tal parece ser suportado com a análise do sistema de suspensão com seis rodas embora o numero de cinco roletes de retorno seja superior no Zulfiqar, cinco em vez de três. A parte traseira do veículo, e a disposição do sistema de ventilação, confirma esta conclusão e parece mostrar que o motor continua a ser idênticoao que equipa os veículos M-48, embora oficialmente a potência do carro de combate seja de 1000cv, o que implica que o conjunto motriz foi alterado.
Se a transmissão parece não ter sido modificada já no que respeita à torre não existe qualquer similaridade com o M-48. Sobre o casco os iranianos colocaram uma torre que parece derivar das torres do tanque T-72, embora o aspecto exterior tenha sido completamente redesenhado.
A pequena altura da torre, deverá implicar a existência de um sistema de municiamento automático, o que reduziu o numero de tripulantes para apenas três.
O canhão de 125mm da família 2A46 é fabricado sob licença no Irã, sendo por isso a escolha óbvia para armar este carro de combate.
Não utilizando qualquer sistema adicional de blindagem, a resistencia do Zulfiqar a armas anti-tanque modernas é questionável.
As autoridades militares iranianas afirmam que o tanque dispões de um sistema de controle de tiro computadorizado, mas é normalmente considerado que se trata de um sistema derivado dos sistemas utilizados nos tanques de fabrico russo da família T-72 que são montados no Irã sob licença, com uma considerável percentagem de incorporação de componentes locais.
Os dados conhecidos também apontam para um peso total do veículo na casa das 40 toneladas, o que pode resultar da redução da blindagem e do menor peso da torre relativamente à torre do M-48.

## Utilizadores
- Irão
- Designação Local:Zulfaqar
- Quantidade Máxima:100 - Quantidade em serviço:100
- Situação operacional: Proposto

As poucas imagens conhecidas do tanque são normalmente obtidas em desfiles e o carro é normalmente mostrado numa carreta, sendo rebocado por um caminhão. Há informação sobre testes efetuados com o veículo mas não há qualquer imagem com o tanque a movimentar-se ou a dar indicação de fazer. Calcula-se que dado o Irã tem capacidade para fabricar carros de combate como o T-72 de origem soviética, a utilidade de construir um novo tanque é relativamente pouca, pelo que o Zulfiqar poderia ser mais útil como veículo de propaganda para demonstrar as capacidades da industria iraniana que para ser produzido pelo Irâ.

## Variantes
- Zulfiqar 1[3]
- Zulfiqar 2
- Zulficar 3